# 啓明学館高等学校
啓明学館高等学校（けいめいがっかんこうとうがっこう）は、愛知県名古屋市西区新道一丁目にある私立女子高等学校。設置者は学校法人愛美学園。校舎は名駅キャンパスと七宝キャンパス（グラウンド・体育館）の2つに分かれている。 

## 設置学科
全日制課程
- 普通科
  - 進学コース
  - 教養コース
- 商業科
  - ビジネスライセンスコース
  - 商業デザインコース

## 沿革
- 1924年（大正13年） - 亀井鈷之助により愛知女子商業高校創立。乙種実業学校として認可。
- 1926年（大正15年） - 甲種実業学校として認可。
- 1947年（昭和22年） - 学制改革で愛知女子商業高等学校・愛知女商中学校に。
- 1951年（昭和26年） - 学校法人愛知女子商業学園に改組。
- 1973年（昭和48年） - 岐阜県美濃加茂市に美濃加茂高等学校（普通科・商業科）を開校。
- 1988年（昭和63年） - 法人名を学校法人愛美学園に、校名を愛知女子商業高等学校から愛知女子高等学校に改称。
- 2001年（平成13年） - 美濃加茂中学校開校。
- 2004年（平成16年） - 学校法人愛美学園から美濃加茂高等学校・中学校の運営を分離（美濃加茂高等学校・中学校は学校法人美濃加茂学園が設置者となる）。
- 2009年（平成21年） - 校名を啓明学館高等学校に改称。

## 部活動
2020年（令和2年）現在、25の部活動、2つの同好会が存在している。

### 運動部
- バレーボール部
- バスケットボール部
- ソフトテニス部
- バトントワリング部
- 空手道部
- 柔道部
- 剣道部
- 陸上部
- ラグビー部
- 卓球部
- 女子硬式野球（同好会）
  - 2021年（令和3年）4月より部へ昇格。
- ダンス（同好会）

### 文化部
- 書道部
- 英語研究部
- 写真部
- 演劇部
- 電卓部
- 演劇部
- パソコン部
- 家庭科部
- JRC部
- 軽音楽部
- 茶華道部
- 吹奏楽部
- 映画研究部
- コーラス部
- 簿記部

## 出身者
- 加藤美佳 - ショートトラック、美善の姉
- 加藤美善 - スピードスケート、美佳の妹
- 勅使川原郁恵 - ショートトラック
- 佐藤仁美（転校） - 女優、タレント

## 交通アクセス
- JR各線 名古屋駅、名鉄名古屋本線 栄生駅から徒歩で約15分。
- 名古屋市営地下鉄鶴舞線 浅間町駅から徒歩で約5分。
- 名古屋市営バス「菊井通四丁目」停留所前。